# 86-та вулиця (лінія Другої авеню, Ай-ен-ді)
40°27′51″ пн. ш. 73°34′14″ зх. д. / 40.46403° пн. ш. 73.57063° зх. д.
86-та вулиця (англ. 86th Street) — станція  Нью-Йоркського метрополітену, розташована на лінії Другої авеню (Ай-ен-ді) і відкрита 1 січня 2017 року однією з трьох станцій першої черги лінії. Територіально станція знаходиться в Манхеттені, в окрузі Верхній Іст-Сайд, кварталі Йорквілл — і розташовується на розі Другої авеню та 86-ї вулиці. У цілодобовому режимі станцію обслуговує маршрут метрополітену Q, на додаток до якого по буднях в години пік відбуваються рейси маршруту метрополітену N.

## Опис станції та її характеристики

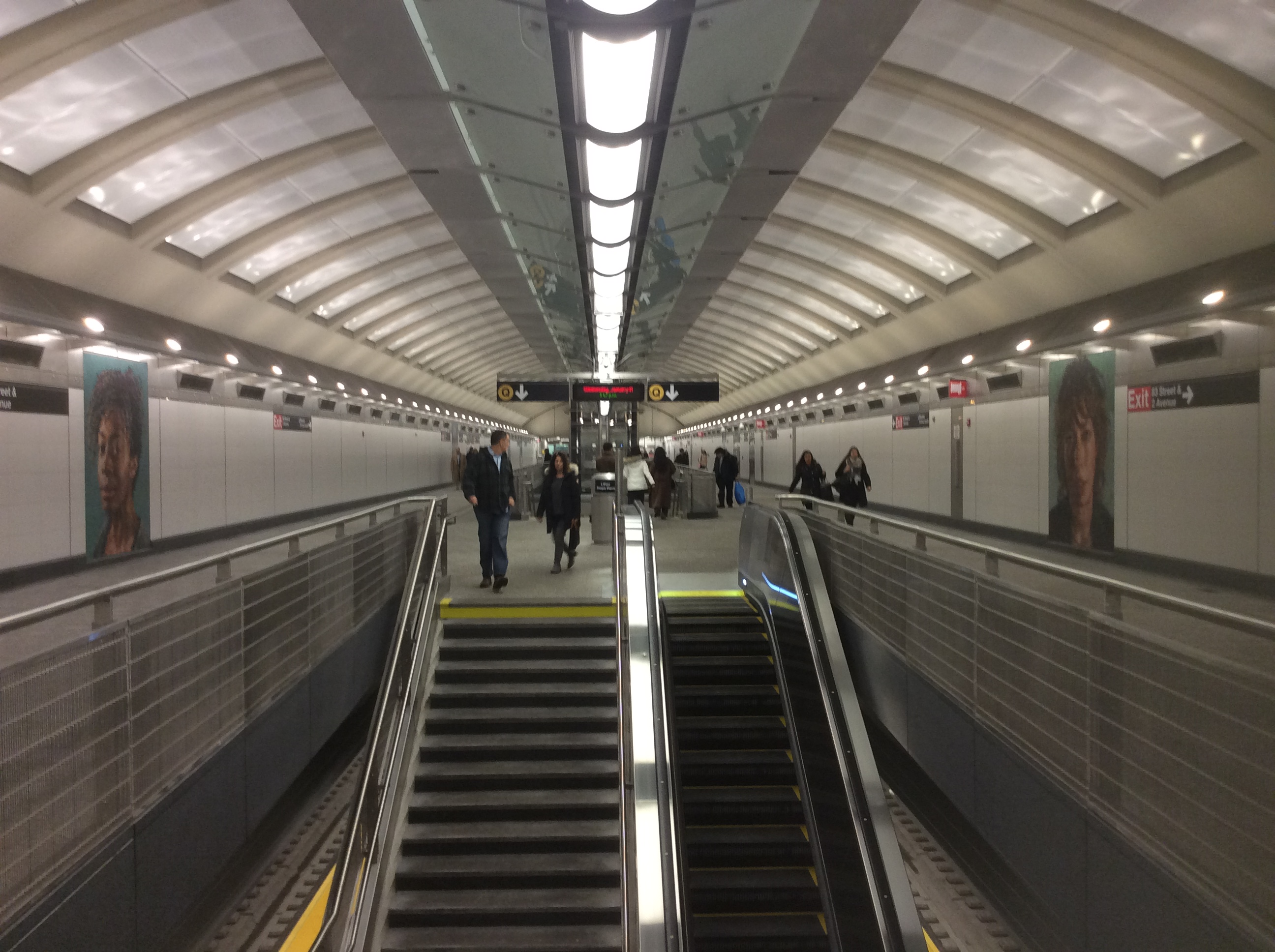
Вид з мезоніну на сходи, що спускаються до платформи

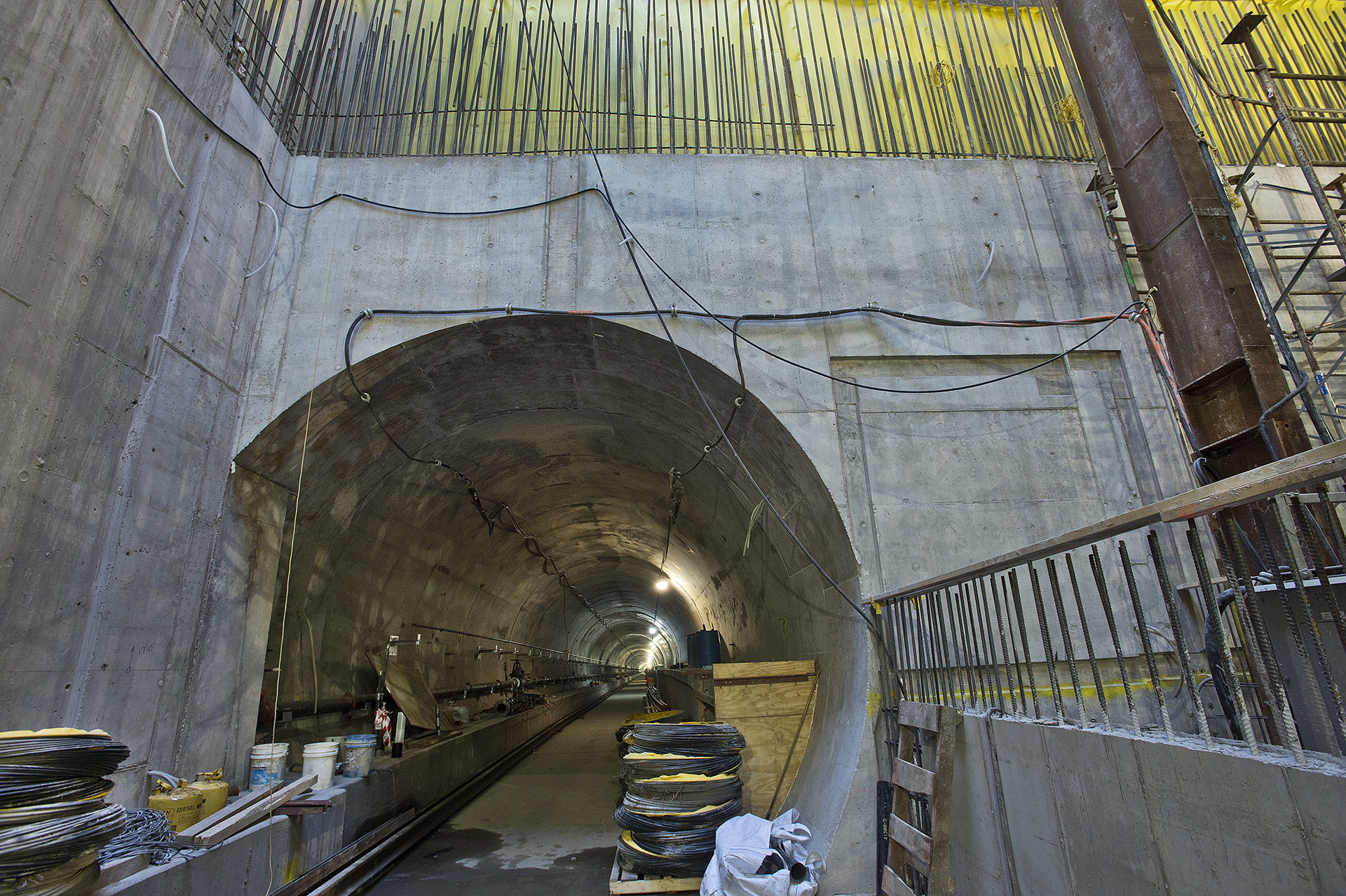
Портал тунелю на станції при будівництві

Оскільки лінія Другої авеню двоколійна на всьому своєму протязі, платформи всіх станцій було вирішено розташовувати між коліями, за «острівним» принципом, а не з боків від колій, що характерніше для Нью-Йоркської мережі метрополітену. Ширина платформ витримана однаковою для всіх станцій нової ділянки лінії Другої авеню і становить 8,5 метрів в ширину. Конструкція станції в цілому сильно відрізняється від типових станцій, практично всі з яких були побудовані в ХХ столітті. Станція має односклепінну конструкцію, має досить високий рівень стелі, що за словами президента «МТА капітального будівництва» ближче до стандартів Вашингтонського метро, а не Нью-Йоркського.
На станції встановлено сучасну систему кондиціонування повітря: на поверхні не звичайні вентиляційні решітки, а спеціальні вентиляційні вежі, що регулюють повітрообмін на станції і тунелях. Температура повітря в літній період на 6 °С нижче, ніж на станціях метро зі старою системою вентиляції. Станція також відповідає найсучаснішим вимогам протипожежної безпеки, в той час як більшість колонних станцій старого типу такої відповідності на даний момент не мають. При цьому МТА приділяє пильну увагу цьому питанню.
Ця станція глибокого закладення, що також не характерно для метрополітену Нью-Йорка, глибина закладення станції становить 30 метрів. Початковий проект станції передбачав будівництво двох острівних платформ на триколійній ділянці лінії, проте внаслідок дорожнечі будівництва триколійної лінії глибокого закладення (що необхідно з огляду на високу щільність інженерних мереж в районі будівництва), проект було переглянуто, а лінія побудована двоколійною.
Протягом першого експлуатаційного тижня, до 9 січня 2017 року, ця станція, подібно двом іншим, що відкрилися на лінії, працювала не цілодобово, а з 8 ранку до 10 вечора.

## Оздоблення
У 2009 році відділ МТА з мистецтва та дизайну обрав Чака Клоуз переможцем в конкурсі серед 300 талановитих художників з правом оформлення станції, зокрема, як це прийнято у мережі Нью-Йорка, створення так званого «логотипу станції», яким служить твір мистецтва. Його робота являє собою серію з 12 портретів діячів культури міста, сумарною площею покриття 93 м². Кожна частина, заввишки у 3 метри, зроблена з дрібних шматків плитки, які штучно забарвлені для отримання музичного ефекту. Складові всього твору мистецтва розташовані у мезоніні станції («верхньому ярусі» станції, розташованим під єдиним склепінням із платформою, в якому розташовуються турнікетні павільйони), а також біля виходів зі станції в місті. Кошторисна вартість дизайнерського проекту — близько 1 мільйона доларів.
Власне портрети, що представлені в роботі Чака Клоуз, складають дві групи. Перша — портрети діячів мистецтва, близько знайомих з автором роботи, зокрема таких як ще юного композитора Філіпа Гласса, музиканта Лу Ріда, фотографа Сінді Шерман і художників Сесілі Браун, Кари Вокер і Алекса Каца. Друга категорія — зображення молодших, етнічно різноманітних артистів; з їх допомогою автор підкреслює культурне розмаїття Нью-Йорка. Крім того, два портрети з 12 є автопортретами самого Чака Клоуз.

## Виходи в місто

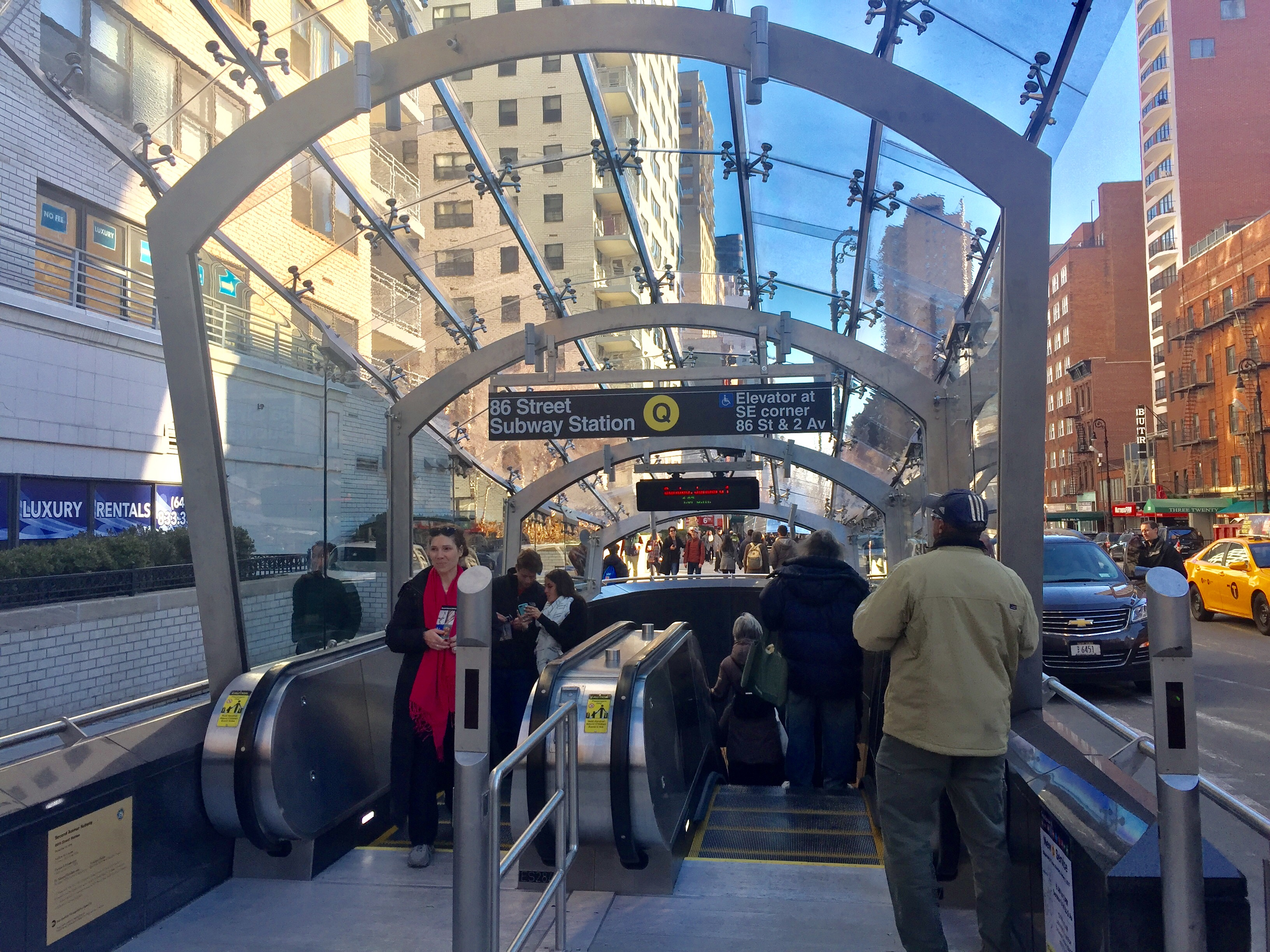
Вихід в місто №2

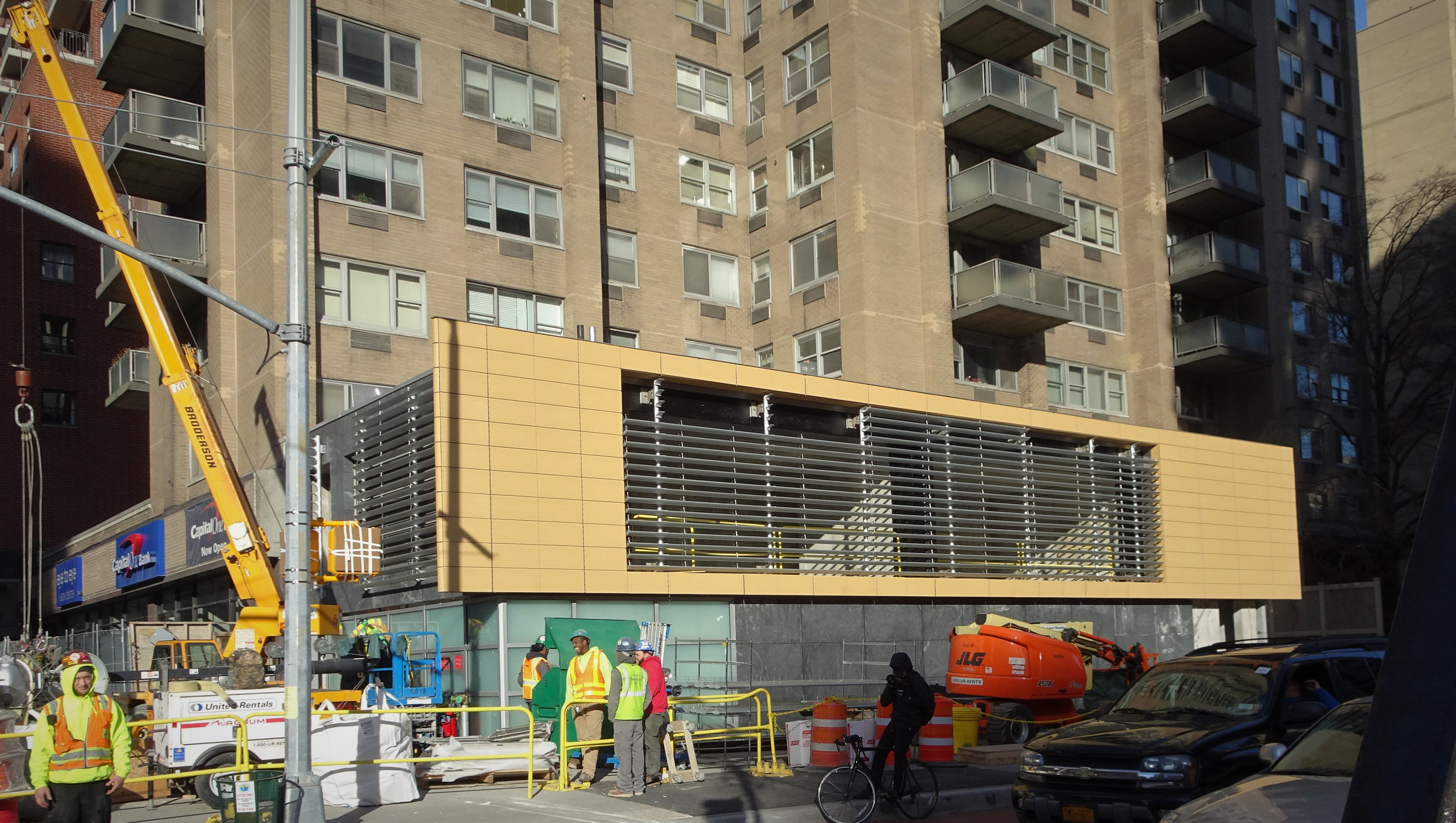
Технічна споруда на 83-й вулиці

Станція має два виходи — південний і північний, причому північний облаштований для інвалідів і веде до 86-ї вулиці, по якій названа станція, — сумарно обслуговується десятьма ескалаторами і одним ліфтом для людей з обмеженими можливостями.
Таблиця виходів:
| Розташування в місті                                                                         | Обслуговується | Кількість |
| -------------------------------------------------------------------------------------------- | -------------- | --------- |
| Вихід в місто № 1 У будівлі на північно-східному розі перехрестя Другої авеню та 83-ї вулиці | Ескалаторами   | 2         |
| Вихід в місто № 2 (два вестибюля) Північно-східний ріг перехрестя Другої авеню і 86-ї вулиці | Ескалаторами   | 4 (2+2)   |
| Вихід в місто № 2 Північно-східний ріг перехрестя Другої авеню і 86-ї вулиці                 | Ліфтами        | 1         |

Крім власне виходів в місто, мережі метрополітену також належать спеціальні технічні споруди, які були зведені в процесі будівництва лінії метрополітену на поверхні. Таких будівлі дві, вони розташовуються на північно-західному розі 83-ї вулиці і південно-західному розі 86-ї вулиці перехрестя з Другою авеню. Вони поєднують в собі вентиляційні вежі, а також містять допоміжні генератори електроенергії.
Спочатку північний вихід мав бути також, як і південний, розташовуватися всередині наріжної будівлі; на північно-східному розі Другої авеню і 86-ї вулиці, у Йоркшир-Тауерс-Апатментс, на його першому поверсі. МТА намагалася розташувати виходи максимально інтегровано в існуючі будови, оскільки ширина тротуарів сильно обмежена, а потік пішоходів досить високий. Це б призвело до закриття продуктового супермаркету, розташованого тут, і погіршення умов проживання у квартирах на решті поверхів. У 2009 році державна транспортна адміністрація (англ. Federal Transit Administration) визнала неможливим будівництво виходу в цьому місці, в результаті чого МТА переглянула проект розміщення виходів в місто. Перший проект рішення проблеми — не позичати весь перший поверх будівлі, а лише частково: розташувати «стандартний» вихід всередині будівлі; але все ж і він був відкладений через технічні характеристики будівлі, а вихід довелося перенести безпосередньо на вулицю, на північну сторону 86-ї вулиці з ескалаторами в напрямку від Другої-авеню. Були також пропозиції перенесення виходу на південну сторону 86-ї вулиці і будівництво додаткового виходу, що використовує тільки ліфти, на зразок того, що є на сусідній «72-й вулиці», проте всі вони були відкинуті на користь першого.
Незважаючи на логістичну складність питання розташування північного виходу, навіть таке рішення спричинило за собою декілька судових позовів від мешканців прилеглих територій. Оскільки, за оцінками, цим виходом користуватимуться близько 3500 пасажирів щогодини, основною причиною судових позовів було припущення про утворення тисняви на тротуарі, істотну ширину якого займає «каркас» виходу в місто. У результаті позови відхилялися судом, оскільки в процесі розгляду державна транспортна адміністрація дала офіційне роз'яснення суду про вигаданість таких припущень, ґрунтуючись на своїх даних про населеність і майбутній пасажиропотік, критично оцінивши майбутню обстановку в проблемному місці.

## Цікавинки

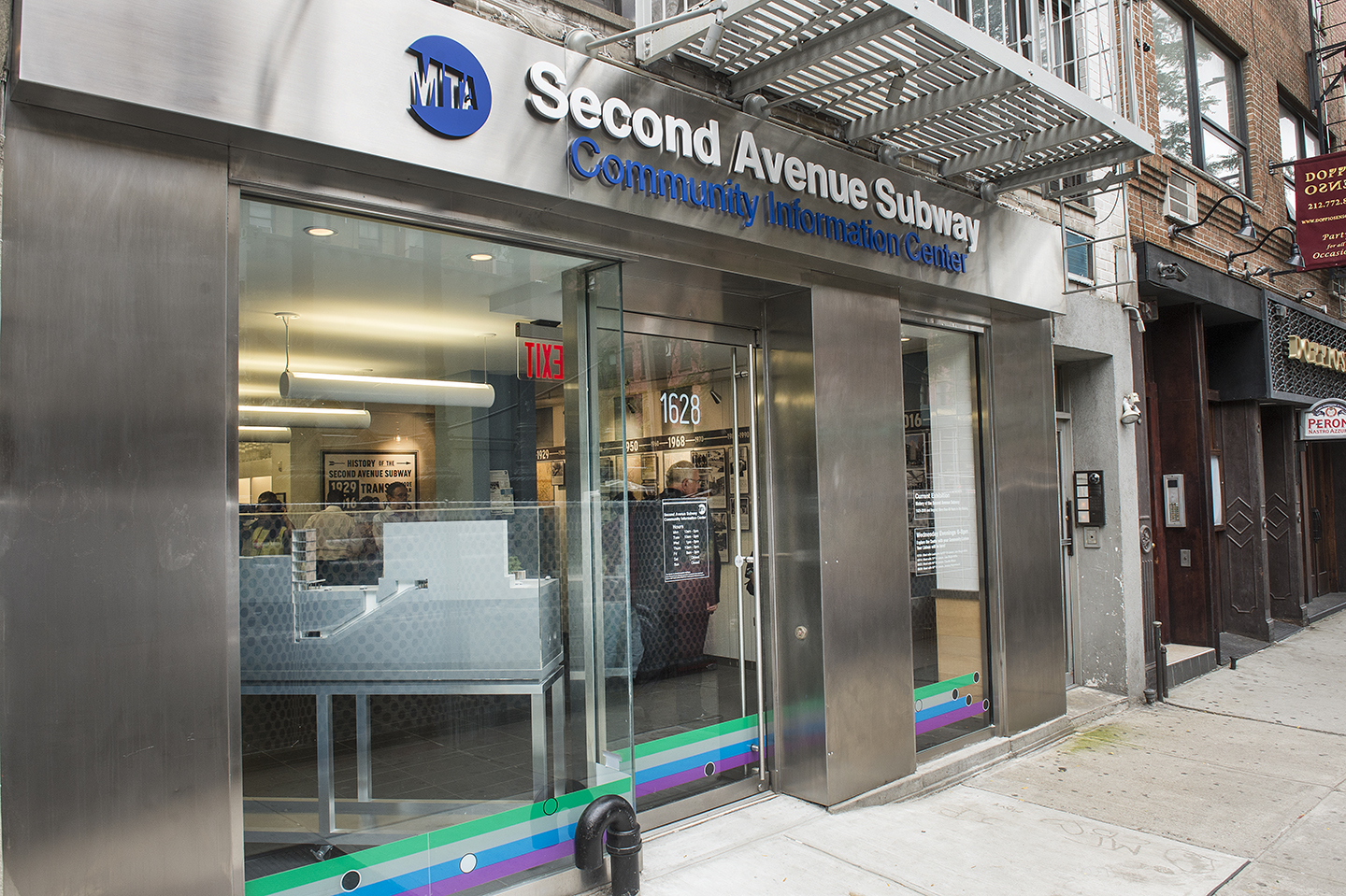
Фасад Інформаційного центру на Другій авеню

- Ця станція є шостою діючою станцією у мережі метрополітену з назвою «86-та вулиця». Три однойменних станції розташовуються на захід від цієї станції, і обслуговують перехрестя тієї ж самої 86-ї вулиці з Лексингтон-авеню, Восьмої авеню та Бродвеєм. Дві інші станції-тезки розташовуються у Брукліні, і через одну з них, розташовану на лінії Сі-Біч, проходить маршрут N, який зупиняється на цій станції у години пік; тим самим на його маршруті є дві однойменні станції, розташовані перед кінцевими в різних кінцях маршруту.
- Починаючи з 2013 року вартість житла в районі будівництва станції стала стабільно зростати; однак ціни на 2017 рік залишаються на «доступному» рівні. До 2013 року вартість проживання була порівняно низькою і падала в основному на тлі складної транспортної доступності. Також, район поблизу став досить привабливим для розташування офісів.
- 25 липня 2013 року поруч зі станцією, на Другій авеню, між 84-ю та 85-ю вулицями, відкрився «Інформаційний Центр Метрополітену на Другій авеню» (англ. Second Avenue Subway Community Information Center), який, зокрема, протягом усього будівництва надавав інформацію про його процес та здійснював спеціальні екскурсії на будівельні майданчики станції під землею. Крім того, в цьому Центрі є симулятор метропотягу.